# NGC 2826
NGC 2826 is een spiraalvormig sterrenstelsel in het sterrenbeeld Lynx. Het hemelobject werd op 13 maart 1850 ontdekt door Johnstone Stoney, assistent van de Ierse astronoom William Parsons.

## Synoniemen
- UGC 4939
- MCG 6-21-11
- ZWG 181.18
- PGC 26346